# 인삼오남용증후군
인삼 오남용 증후군(Ginseng Abuse Syndrome, G.A.S)은 Siegel R.K(1979) 에 의해 처음 보고되었으며 미국에서 시판되고 있는 인삼제품(고려인삼, 미국삼, 가시오가피류, Rumex hymenosepalus등)을 과다복용한(15g/일 이상) 장기복용자(133명)중 약 10%에서 고혈압, 도치감, 불면, 피부발진, 설사등의 증상이 나타났던 사례를 나타낸다.